# Bruno Mars
Peter Gene Hernandez, bättre känd under artistnamnet Bruno Mars, född 8 oktober 1985 i Honolulu, Hawaii, är en amerikansk sångare, låtskrivare, musikproducent, musiker och dansare.
Bruno Mars debutalbum Doo-Wops & Hooligans gavs ut 4 oktober 2010 och innehåller hitsingeln "Just the Way You Are". Låten släpptes 20 juli och nådde toppen på Billboard Hot 100 i USA. I Storbritannien blev låten hans andra singel att nå första platsen på UK Singles Chart. "Just the Way You Are" gick från plats sju till ett på Canadian Hot 100 den 9 oktober 2010 och tre dagar senare blev låten hans tredje etta på Dutch Top 40. Bruno Mars har medverkat med artister som B.o.B, Travis McCoy, Flo Rida, Kesha, Cee Lo Green, Major Lazer, Eminem, Gucci Mane, Alan Walker och Cardi B.
Mars har sålt över 130 miljoner skivor över hela världen, vilket gör honom till en av de mest bästsäljande musikartisterna genom tiderna.[källa behövs]

## Biografi
Peter Hernandez föddes och växte upp i området Waikiki i staden Honolulu på Hawaii. Föräldrarna Peter Hernandez och Bernadette "Bernie" San Pedro Bayot var av puertoricansk och filippinsk härkomst. Smeknamnet Bruno fick han av sin far som liten, efter brottaren Bruno Sammartino. Hernandez har fem syskon. Alla familjemedlemmar sjunger och spelar instrument.
Som barn imiterade Bruno artister som Michael Jackson, Elvis Presley, The Isley Brothers och The Temptations och sjöng på olika talangjakter. Peter Hernandez gick i skola på President Theodore Roosevelt High School i Honolulu och tog examen 2003. Han har sedan dess fokuserat på sin musikkarriär.
Innan han slog igenom som soloartist arbetade han som musikproducent och skrev låtar till Alexandra Burke, Travie McCoy, Adam Levine, Brandy och Sean Kingston och FloRida. Första gången han medverkade som artist var i låten "3D" på gruppen Far East Movements andra studioalbum Animal. 
Bruno Mars har skrivit musik för tv-serien Glee och flera filmer, bland andra: Piranha, The Karate Kid och Get Him to the Greek år 2010. Han spelade "Little Elvis" i filmen Smekmånad i Las Vegas 1992.
Solokarriären tog fart när han tillsammans med B.o.B skrev och sjöng låten "Nothin' on You" och därefter Travis McCoys "Billionaire". Båda låtarna hamnade på flera hitlistor världen över. Efter den stora framgången släppte Mars sin EP, It's Better If You Don't Understand, 2010. Den fick plats 99 på Billboard 200.
Den 1 september 2010 arresterades Bruno Mars i Las Vegas för innehav av kokain.
År 2011 kom hans andra album, Earth to Mars, ut. Skivan innehåller 13 låtar.
Den 1 oktober 2012 släppte Bruno Mars sin singel "Locked Out of Heaven" och gav den 6 december ut sitt album Unorthodox Jukebox som innehåller 10 låtar, inklusive hitlåtarna "Locked Out of Heaven" och "When I Was Your Man". 2013 dog Mars mamma Bernadette av en stroke.
Den 10 november 2014 släppte han singeln "Uptown Funk" tillsammans med Mark Ronson. Låten blev genast en stor hit. Den 15 september 2015 nådde den officiella musikvideon 1 miljard visningar på YouTube och blev därmed den nionde mest sedda youtube-videon.
2018 vann Bruno Mars de mest prestigefyllda priserna på Grammygalan genom att ta hem priset för bästa album och bästa låt.

## Diskografi

### Studioalbum
- 2010 - Doo-Wops & Hooligans
- 2012 - Unorthodox Jukebox
- 2016 - 24K Magic
- 2021 - An Evening With Silk Sonic

### Singlar (i urval)
- 2010 – "Just the Way You Are"
- 2010 – "Grenade"
- 2011 – "The Lazy Song"
- 2011 – "Marry You"
- 2011 – "It Will Rain"
- 2012 – "Locked Out of Heaven"
- 2013 – "When I Was Your Man"